# Snellius (cráter)
Snellius es un cráter de impacto localizado cerca del limbo sureste de la Luna. Al noreste se encuentra el gran cráter Petavius. Al sur de Snellius se halla el cráter Stevinus y justo al noroeste aparece Snellius A, un cráter satélite con un notable sistema de marcas radiales que se superpone sobre el sudoeste del Mare Fœcunditatis, situado al norte del cráter.
|  |

El borde de Snellius está muy gastado y erosionado, con cráteres que se solapan. El suelo es algo irregular y desigual. El borde occidental marca el inicio del Vallis Snellius, uno de los valles más largos de la Luna. Continúa casi 500 kilómetros hacia al noroeste, acercándose al borde del Mare Nectaris. Su origen probablemente está asociado a la formación del mar lunar.
Debe su nombre al apelativo latinizado del astrónomo, matemático y físico holandés Willebrord Snellius.

## Cráteres satélite

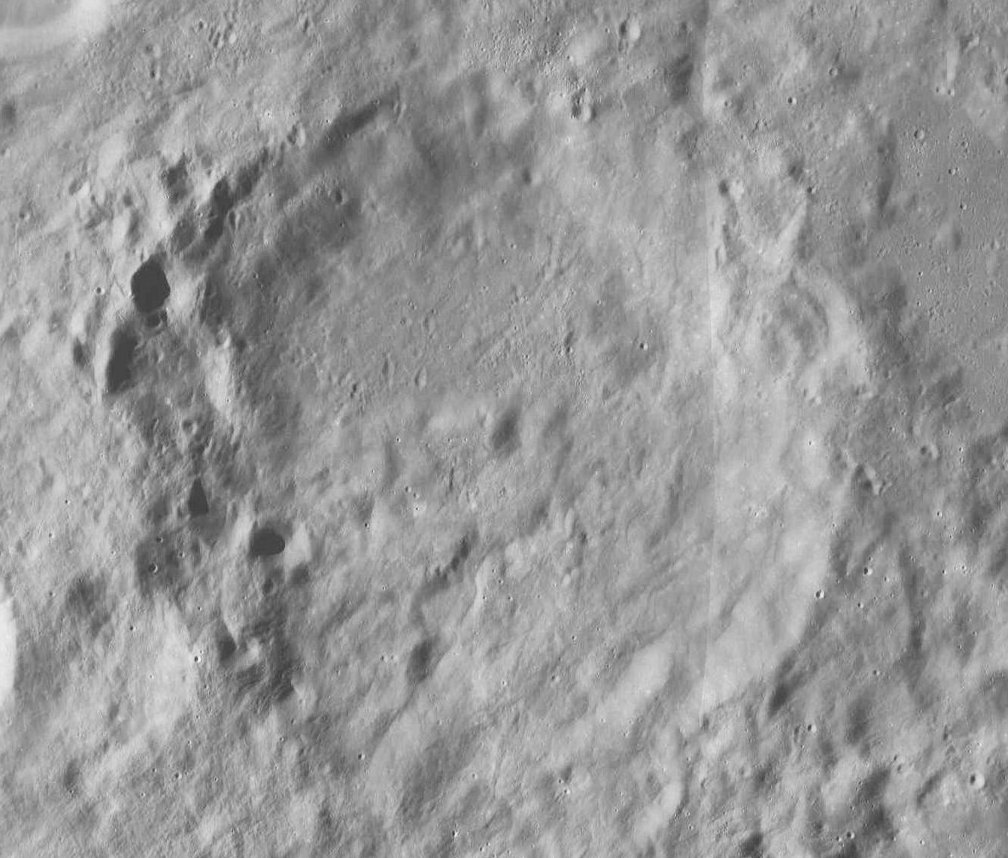
Fotografía de la misión Lunar Reconnaissance Orbiter

Por convención estos elementos son identificados en los mapas lunares poniendo la letra en el lado del punto medio del cráter que está más cerca de Snellius.
|          | \| Snellius \| Coordenadas \| Diámetro \| \| -------- \| ----------------------------- \| -------- \| \| A \| 27°24′S 53°48′E / -27.4, 53.8 \| 37 km \| \| B \| 30°06′S 53°06′E / -30.1, 53.1 \| 29 km \| \| C \| 29°00′S 51°30′E / -29.0, 51.5 \| 9 km \| \| D \| 28°42′S 51°30′E / -28.7, 51.5 \| 9 km \| \| E \| 28°00′S 51°30′E / -28.0, 51.5 \| 12 km \| \| X \| 27°24′S 55°06′E / -27.4, 55.1 \| 7 km \| \| Y \| 25°42′S 52°12′E / -25.7, 52.2 \| 10 km \| |          |
| Snellius | Coordenadas | Diámetro |
| A        | 27°24′S 53°48′E / -27.4, 53.8 | 37 km    |
| B        | 30°06′S 53°06′E / -30.1, 53.1 | 29 km    |
| C        | 29°00′S 51°30′E / -29.0, 51.5 | 9 km     |
| D        | 28°42′S 51°30′E / -28.7, 51.5 | 9 km     |
| E        | 28°00′S 51°30′E / -28.0, 51.5 | 12 km    |
| X        | 27°24′S 55°06′E / -27.4, 55.1 | 7 km     |
| Y        | 25°42′S 52°12′E / -25.7, 52.2 | 10 km    |